# نيكولاس أورتيز
نيكولاس أورتيز (بالإسبانية: Nicolás Ortíz)‏ (6 أبريل 1984 بسانتياغو في تشيلي - ) هو مدرب كرة قدم ولاعب كرة قدم تشيلي في مركز الدفاع. لعب مع ديبورتيس إيكيكي.

## وصلات خارجية
- نيكولاس أورتيز على موقع قاعدة بيانات كرة القدم.إي يو (الإنجليزية)
- نيكولاس أورتيز على موقع Soccerway.com (الإنجليزية)
- نيكولاس أورتيز على موقع AS.com (الإسبانية)